# NGC 1355
NGC 1355 (другие обозначения — MCG -1-10-2, PGC 13169) — линзообразная галактика (S0) в созвездии Эридан.
Этот объект входит в число перечисленных в оригинальной редакции «Нового общего каталога».
Галактика наблюдается с ребра и в ней заметно искривление тонкого диска. Оно вероятно вызвано гравитационным взаимодействием галактики в группе. 
Галактика достаточно сильно удалена от центра Сверхскопления Персея-Рыб, однако лучевая скорость и красное смещение говорят о том, что  галактика вероятно относится к  нему. 
В галактике вспыхнула сверхновая SN 2009im типа Ia, её пиковая видимая звездная величина составила 15,6.